# Robert Brown (attore statunitense)
Robert Brown, nato Robin Adair MacKenzie Brown (Trenton, 17 novembre 1926 – Ojai, 19 settembre 2022), è stato un attore statunitense.

## Filmografia parziale

### Cinema
- Il nemico di fuoco (The Flame Barrier), regia di Paul Landres (1958)
- La torre di Londra (Tower of London), regia di Roger Corman (1962)

### Televisione
- The Lawless Years – serie TV, 2 episodi (1961)
- Perry Mason – serie TV, 3 episodi (1960-1964)
- The Dick Powell Show – serie TV, episodio 2x24 (1963)
- Shane – serie TV, episodio 1x08 (1966)
- The Danny Thomas Hour – serie TV, episodio 1x18 (1968)
- Star Trek – serie TV, episodio 1x27 (1967)
- J.T. - film TV (1969)
- Arrivano le spose (Here Come the Brides) – serie TV, 52 episodi (1968-1970)
- Primus – serie TV, 26 episodi (1971-1972)
- Sulle strade della California (Police Story) – serie TV, 2 episodi (1975)
- Colombo (Columbo) – serie TV, episodio 4x05 (1975)
- Le regole del gioco (Games Mother Never Taught You), regia di Lee Philips - film TV (1982)